# Мадлер
Ма́длер (от англ. muddle — перемешивать) — небольшой барный пестик-толкушка для выдавливания сока из фруктов и ягод при изготовлении алкогольных коктейлей. Мадлер применяют в стакане шейкера или прямо в сосуде, в котором будет подаваться напиток.
Классический мадлер имеет длину 19,5 см и диаметр рабочей поверхности 2,8 см. Изготавливается из дерева, металла или пластика. Давящая сторона может быть как гладкой, так и с зубцами, которые не позволяют фруктам выскальзывать из под мадлера.
Примеры коктейлей, при изготовлении которых используется мадлер:
- Кайпиринья
- Мохито
- Олд фешен
- Мятный джулеп